# Melanoblossidae
Melanoblossidae es una familia de arácnido  del orden Solifugae.

## Distribución geográfica
Los miembros de la familia Melanoblossidae poseen una de las distribuciones más interesantes del orden Solifugae. Habitan en el sur de  África y en el sureste de Asia (Vietnam e Indonesia). 
Existen 16 especies descriptas ordenadas en seis géneros, los cuales están divididos entre dos subfamilias.  El género Dinorhax (1 especie) del sudeste de Asia es el único miembro de la subfamilia Dinorhaxinae, mientras que la subfamilia Melanoblossinae agrupa a los géneros  Daesiella (1 especie), Lawrencega (7 especies), Melanoblossia (4 especies), Microblossia (1 especie), y Unquiblossia (2 especies) del sur de África.